# صندوق تمويل الإجهاض
صندوق تمويل الإجهاض (Abortion Fund) هو منظمة غير ربحية تقوم بتقديم تمويل لإجهاض النساء المعوزات اللاتي لا يستطعن دفع الرسوم. وتنتشر صناديق تمويل الإجهاض في بلدان مثل الولايات المتحدة الأمريكية حيث لا توجد خطة رعاية صحية وطنية ولا تغطي سياسات التأمين الصحي تلك العمليات. ونادرًا ما يمول الصندوق للإجراء بأكمله ولكن بدلاً من ذلك تتم مقابلة العملاء بشكل فردي ويتوقع منهم ان يتحملوا أكبر جزء ممكن من المبلغ على نفقتهم الخاصة، بينما يقدم الصندوق باقي المبلغ في صور مختلفة مثل  في المنح أو القروض المستحقة. وتجمع بعض الأموال الآخري لزيادة المنحة أو إجمالي القرض وهذا يزيد بشكل كبير من عدد العمليات التي يمكن للصندوق تمويلها. ومع ذلك، بما ان العملاء عادةً ما يكون رصيدهم المالي ضعيفُا، تقدم بنسب فائدة طفيفة ولا تلجإ صناديق تمويل الإجهاض إلى أساليب تحصيل صارمة ضد المدنيين. ولاتزال صناديق تمويل الإجهاض تعتمد في عملها بشكل كبير علي التبرعات والمنح الخارجية.
معظم صناديق تمويل الإجهاض تعتمد في عملها على المتطوعين. علي الرغم من أن الكبرى  منها لديها بعض الموظفين الإداريين. وعلاوة علي ذلك فإن صناديق الأجهاض معظمها صحية وتخدم منظمة معينة أو منطقة حضرية معينة وتمولها في المقام الأول جهات مانحة محلية ومؤسسات تقدم المنح. وبعض المنح متاحة فقط للقاصرين أو المراهقين الصغار. وعلى الرغم من ذلك، ترتبط بعض صناديق الإجهاض بعيادة معينة ولا توفر الأموال الا لمرضي تلك العيادة. الشبكة الوطنية لصناديق تمويل الإجهاض (National Network of Abortion Funds) هي مجموعة شاملة من صناديق تمويل الإجهاض المحلية في الولايات المتحدة.